# Саклинг, Джон
Сэр Джон Саклинг (англ. John Suckling; 10 февраля 1609, Уиттон, Мидлсекс (ныне в составе Большого Лондона), Англия — после мая 1641, Париж, Франция) — английский придворный поэт и драматург, представитель так называемой «школы кавалеров», прославившийся своим остроумием, смелыми шутками и изобретением карточной игры криббедж. Его самым известным произведением является поэма Ballad Upon a Wedding.

## Биография
Родился в семье видного королевского чиновника, в восемнадцатилетнем возрасте после смерти отца унаследовал его поместья. В 1623 году окончил Кембриджский университет, в 1627 году был принят в Грейс-Инн, год спустя покинул Лондон и жил во Франции и Италии, вернувшись в Англию в 1630 году, где он получил посвящение в рыцари. В 1631—1632 годах воевал в качестве добровольца в Германии под началом Густава Адольфа, вернулся в Англию в 1632 году. В последующие годы своей деятельностью заслужил репутацию видного придворного острослова, сердцееда и картёжника, общался со многими известными поэтами своего времени и считался другом короля Якова I. В 1639 году участвовал в войне с Шотландией и на свои средства поставил в королевскую армию множество лошадей и яркие костюмы для солдат, что впоследствии вызвало множество насмешек. В 1640 году был избран одним из депутатов Короткого парламента. В мае 1641 года он принял участие в заговоре по вызволению лорда Страффорда из Тауэра и призыву французских войск в Англию для помощи королю, а когда заговор был раскрыт, бежал в Париж. Дальнейшая его судьба неизвестна: по одной из версий, он умер в Париже в страшной нищете, приняв яд, по другой — бежал с любовницей в Испанию, где был арестован и замучен инквизицией.
Как писатель наиболее известен своими любовными лирическими стихотворениями, а также комедией The Goblins (1638) и трагедией Aglaura, впервые поставленной в 1637 году и год спустя изданной в виде брошюры за счёт средств автора.